# Chordophora ada
Chordophora ada är en fjärilsart som beskrevs av Butler 1882. Chordophora ada ingår i släktet Chordophora och familjen mätare. Inga underarter finns listade i Catalogue of Life.